# La Riera (Vic)
La Riera és una masia de Vic (Osona) protegida com a Bé Cultural d'Interès Local.

## Descripció
Edifici civil. Masia de planta rectangular, coberta a dues vessants i orientada a migdia. Consta de planta baixa i dos pisos. L'accés a la planta baixa es realitza per sota una volta de creueria que condueix a un portal rectangular.
A nivell del primer pis, on es forma la terrassa, es comunica amb una torre de planta quadrada que consta de quatre pisos i és coberta a quatre vessants, les llindes estan decorades amb estuc formant un frontó triangular. Al damunt de la torre hi ha un penell.
La part posterior del primer pis comunica amb la capella.
És construïda amb pedra i arrebossada al damunt. Al davant de la casa s'hi forma una lliça amb dependències per als animals.
Capella de la Riera (Sagrat Cor): edifici religiós de nau única amb la façana orientada a tramuntana, la qual té un portal de forma semicircular amb una motllura o trenca aigües. Al damunt hi ha una finestra acabada de forma trifoliada. A sota el ràfec de la teulada hi ha unes motllures que formen arquets cecs, que segueixen el ritme decreixent del vessant de la teulada, la qual és coronada per un petit campanaret d'espadanya.
És construïda amb pedra i la façana està arrebossada i pintada. A l'interior hi ha un retaule dedicat al Sagrat Cor. Als peus hi ha el cor, el qual es comunica amb el mas La Riera. La finestra damunt del portal presenta vitralls.
L'estat de conservació és força bo.

## Història
Antic mas que trobem registrat als fogatges de 1553 de Sant Martí de Sentfores, terme i parròquia. Bernat Joan Riera actua com a jurat junt amb Pere Rovira, batlle i Gabriel Freixanet.
Aquest mas fou molt reformat al segle xviii. La façana actual, datada al 1943 indica la data de la compra, feta per els senyors Serrabassa, antics masovers del mas, al seu propietari, Sr. Arumí.
La capella de la Riera està dedicada al Sagrat Cor, i vinculada històricament amb el mas. Tot i que es tenen notícies del mas des del segle xvi, de la capella no hi consta cap dada sobre la construcció, ni en documents ni en inscripcions.